# Kai-Uwe von Hassel

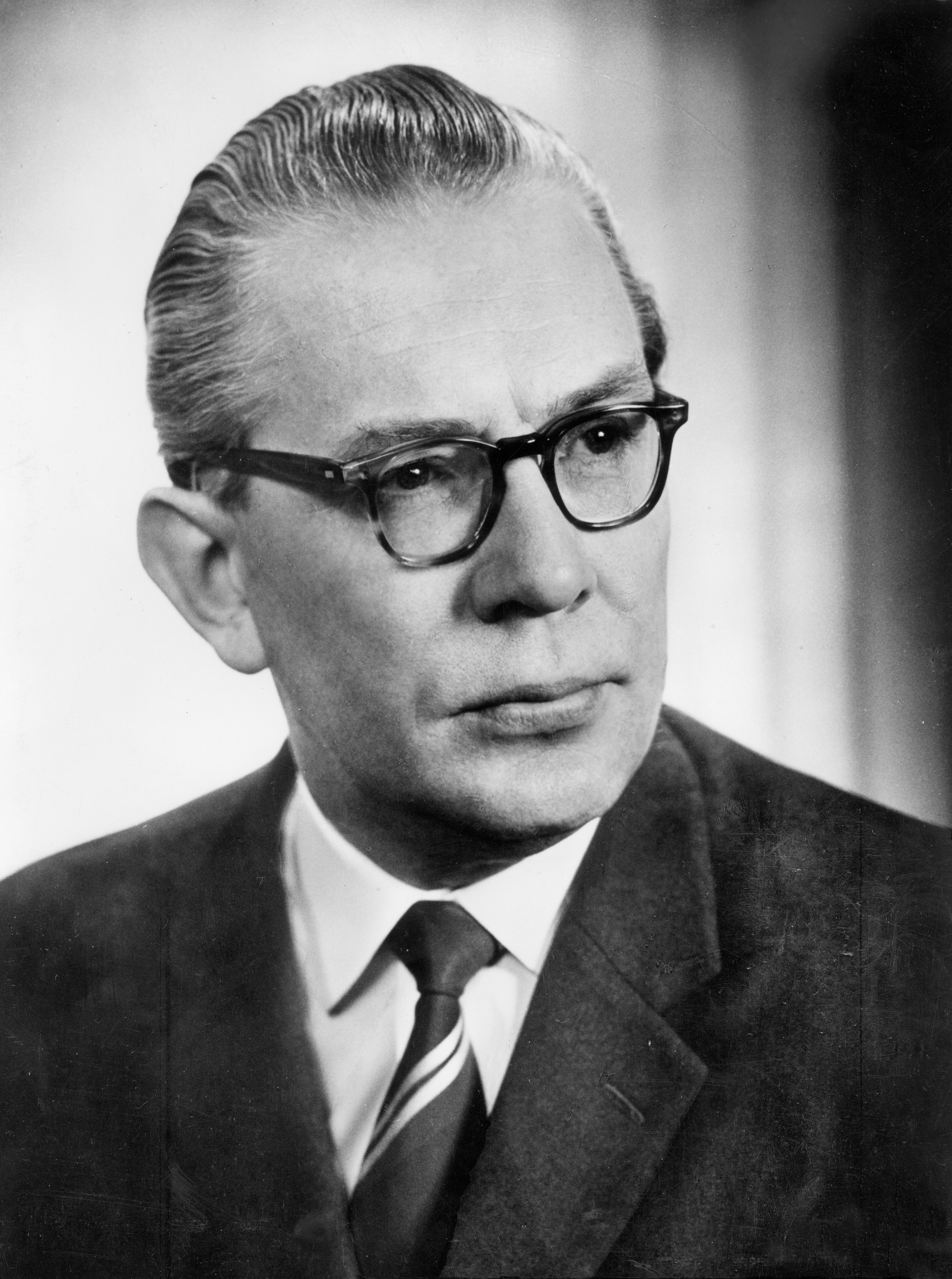
Kai-Uwe von Hassel, 1966

Kai-Uwe von Hassel (* 21. April 1913 in Gare, Deutsch-Ostafrika; † 8. Mai 1997 in Aachen) war ein deutscher Politiker (CDU). Von 1954 bis 1963 war er Ministerpräsident des Landes Schleswig-Holstein, von 1963 bis 1966 Bundesminister der Verteidigung, von 1966 bis 1969 Bundesminister für Vertriebene, Flüchtlinge und Kriegsgeschädigte und von 1969 bis 1972 Präsident des Deutschen Bundestages.

## Familie
Von Hassels Großvater, Generalleutnant Friedrich von Hassel (1833–1890), wurde am 22. März 1887 in den preußischen Adelsstand erhoben. Sein Vater Theodor von Hassel (1868–1935) heiratete am 23. Oktober 1906 Emma Jebsen (* 14. Mai 1885). Er war Hauptmann einer Kompanie der Schutztruppe für Deutsch-Ostafrika und nach seinem Abschied aus dem aktiven Dienst Plantagenbesitzer in der damaligen Kolonie. 1908 wurde das erste Kind Gertrud geboren, 1910 das zweite, Friedrich. Im Jahr 1919 – inzwischen war die Kolonie vom Völkerbund in britisches Mandat gegeben worden – wurden er und seine Familie von der britischen Mandatsverwaltung ausgewiesen und siedelten nach Glücksburg über. 1923 bekam das Ehepaar das vierte Kind, Gisela, 1924 ließ Emma sich scheiden.
Kai-Uwe von Hassel und seine erste Ehefrau Elfriede hatten zwei gemeinsame Kinder, Joachim (geboren 1942) und Barbara (geboren 1943). Joachim von Hassel starb am 10. März 1970 beim Absturz mit einem Starfighter. Elfriede beging am 29. April 1971 Suizid.
Hassel heiratete im Juni 1972 die Historikerin Monika Weichert; dieser Ehe entstammt der 1974 geborene Jan von Hassel.

## Ausbildung und Beruf
Nach dem Abitur 1933 am Reform-Realgymnasium (der heutigen Goethe-Schule) in Flensburg absolvierte von Hassel eine landwirtschaftlich-kaufmännische Ausbildung und besuchte dabei 1934 auch die Deutsche Kolonialschule für Landwirtschaft, Handel und Gewerbe in Witzenhausen. Im Februar 1935 kehrte er als Pflanzenkaufmann nach Tanganjika zurück. So entging er, ohne es zu ahnen, der allgemeinen Wehrpflicht, die das NS-Regime kurz darauf wieder einführte. Kai-Uwe von Hassel wollte in Afrika in die Fußstapfen seines Vaters treten. Letzterer erkrankte Ende 1935 an Gehirnmalaria und starb.
Im September 1939, einige Tage nach Beginn des Zweiten Weltkriegs, wurde er festgenommen, bis Februar 1940 in Daressalam interniert und dann nach Deutschland ausgewiesen. Dort wurde er bald zum Kriegsdienst eingezogen. 1943 bis 1945 war Hassel mit dem Dienstgrad eines Leutnants als Dolmetscher in dem von Admiral Wilhelm Canaris geführten Militärgeheimdienst Amt Ausland/Abwehr tätig.
Nach Kriegsende kam er einige Zeit in ein britisches Kriegsgefangenenlager bei Rimini, aus dem er im September 1945 entlassen wurde. Danker und Lehmann-Himmel charakterisieren von Hassel, der nicht Mitglied der NSDAP war, in ihrer Studie über das Verhalten und die Einstellungen der schleswig-holsteinischen Landtagsabgeordneten und Regierungsmitglieder der Nachkriegszeit in der NS-Zeit als „angepasst-ambivalent“.
Danach war er bis 1947 als Angestellter des Landkreises Flensburg beschäftigt.

## Partei

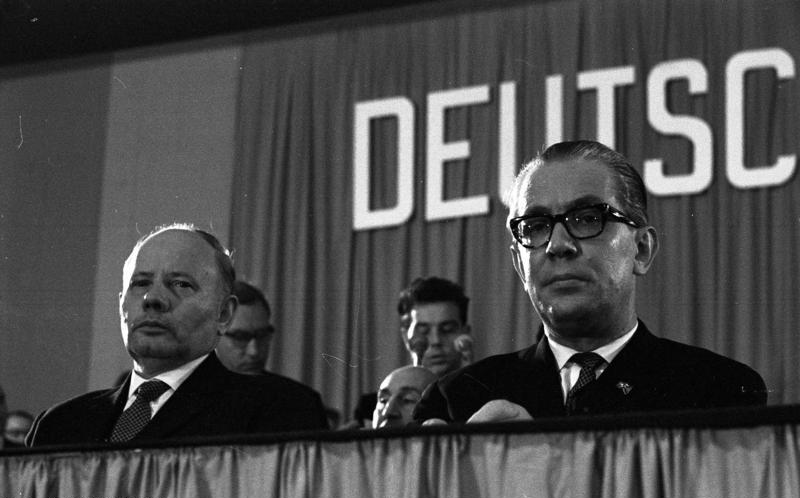
Kai-Uwe von Hassel (rechts) 1963

Seit 1946 war Hassel Mitglied der CDU. 1950 wurde er stellvertretender Vorsitzender und war dann von 1955 bis 1964 schließlich Landesvorsitzender der CDU Schleswig-Holstein, anschließend war er bis 1975 erneut stellvertretender Landesvorsitzender. Von 1956 bis 1969 war er außerdem einer der stellvertretenden Bundesvorsitzenden der CDU Deutschlands. Von 1973 bis 1981 war er Präsident der Europäischen Union Christlicher Demokraten. Im Jahre 1968 initiierte Hassel die Gründung der CDU-nahen Hermann Ehlers Stiftung, deren Vorsitzender er viele Jahre war.

## Abgeordneter

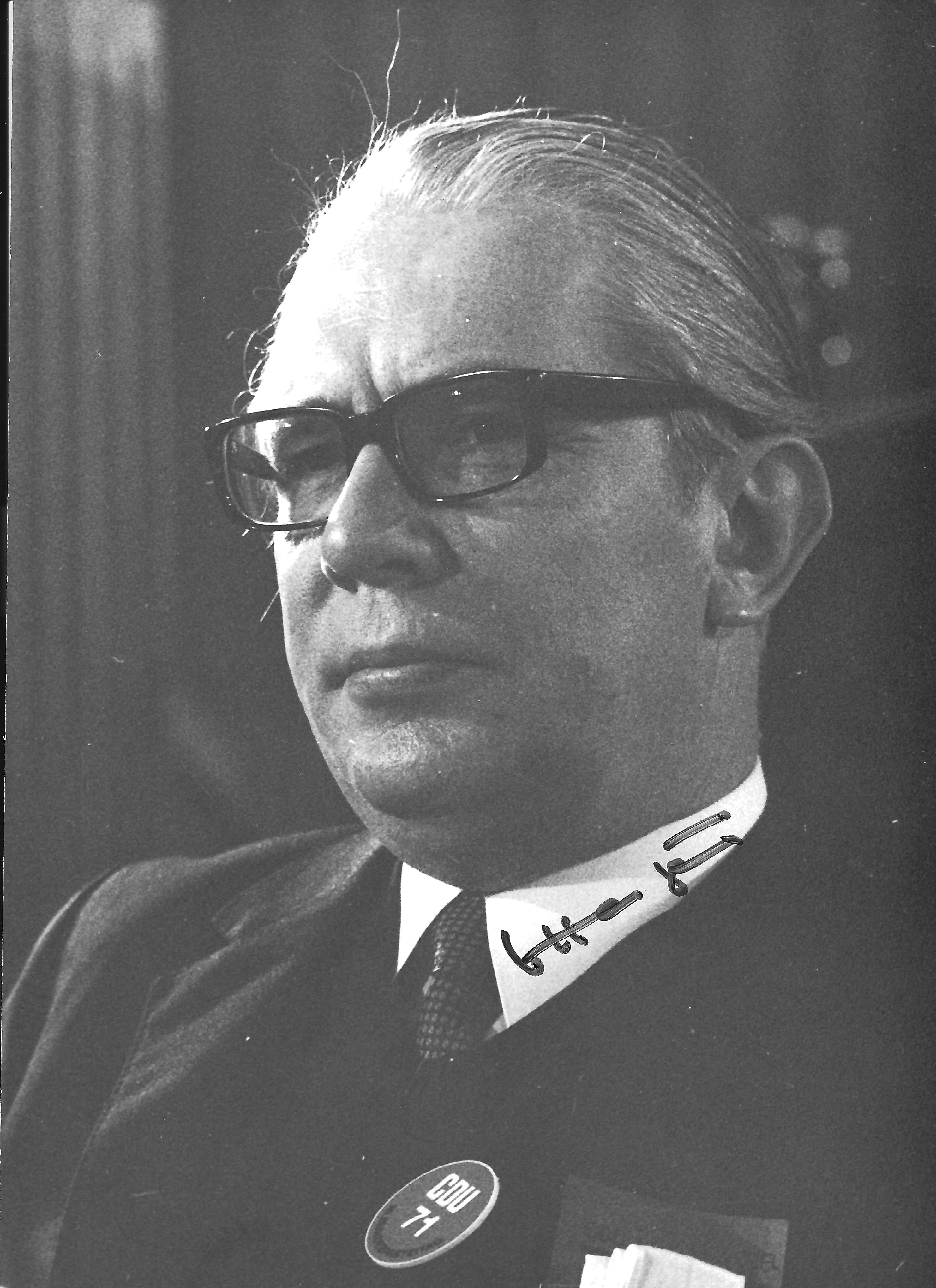
Bundesparteitag 1971 in Düsseldorf

Von 1947 bis 1963 war Hassel Mitglied des Stadtrates von Glücksburg, von 1948 bis 1955 gehörte er auch dem Kreistag des Kreises Flensburg an und von 1950 bis 1965 war er Mitglied des Landtages von Schleswig-Holstein. Er vertrat dort nacheinander die Wahlkreise Flensburg-Land-West, Schleswig und Flensburg-West. Auch war Hassel von 1953 bis zur Niederlegung seines Mandates am 4. November 1954 und erneut von 1965 bis 1980 Mitglied des Deutschen Bundestages.
Am 5. Februar 1969 wurde er als Nachfolger von Eugen Gerstenmaier, der kurz zuvor von seinem Amt zurückgetreten war, zum Präsidenten des Deutschen Bundestages gewählt. Nach der Bundestagswahl 1969 wurde er am 20. Oktober 1969 trotz des Regierungswechsels wiedergewählt, weil CDU und CSU weiterhin die stärkste Fraktion stellten. Da nach der Bundestagswahl 1972 die SPD erstmals die stärkste Fraktion im Deutschen Bundestag stellte und damit das Vorschlagsrecht für das Amt des Bundestagspräsidenten hatte, wurde er nun Vizepräsident des Deutschen Bundestages.
Als Präsident und Vizepräsident des Bundestages leitete er auch verschiedene Unterkommissionen und Ausschüsse des Ältestenrates. Hassel war auch Vorsitzender des Bundestagsausschusses zur Wahrung der Rechte der Volksvertretung gemäß Artikel 45 des Grundgesetzes und leitete am 30. Oktober 1972 die einzige Sitzung, die dieser Ausschuss je durchführte.
Kai-Uwe von Hassel ist 1953 als direkt gewählter Abgeordneter des Wahlkreises Schleswig – Eckernförde und seit 1965 stets als direkt gewählter Abgeordneter des Wahlkreises Steinburg – Süderdithmarschen bzw. seit 1972 Steinburg – Dithmarschen Süd in den Bundestag eingezogen.
1977 wurde von Hassel für ein Jahr Vizepräsident der Parlamentarischen Versammlung des Europarates, von 1977 bis 1980 war er Präsident der Versammlung der WEU. Vom 17. Juli 1979 bis zum 23. Juli 1984 war er Mitglied des ersten direkt gewählten Europaparlamentes.
Hassel wurde vom schleswig-holsteinischen Landtag in die dritte (1. Juli 1959) und vierte (1. Juli 1964) Bundesversammlung, die jeweils Heinrich Lübke zum Bundespräsidenten wählte, sowie in die achte (23. Mai 1984) Bundesversammlung, die Richard von Weizsäcker wählte, entsandt.

## Öffentliche Ämter
Von November 1947 bis April 1950 war von Hassel Bürgermeister von Glücksburg, danach Bürgervorsteher. Vom 7. August 1951 bis zum 6. August 1954 war Hassel Parlamentarischer Vertreter des Schleswig-Holsteinischen Innenministers. Am 11. Oktober 1954 wurde er als Nachfolger von Friedrich-Wilhelm Lübke zum Ministerpräsidenten von Schleswig-Holstein gewählt. Als Ministerpräsident führte er zwei Kabinette, das erste von 1954 bis 1958, das zweite anschließend bis 1963. Als Ministerpräsident Schleswig-Holsteins war er vom 7. September 1955 bis zum 6. September 1956 auch Bundesratspräsident. Hassel war somit bislang der einzige Politiker, der nacheinander sowohl Bundesrats- als auch Bundestagspräsident war. Vom 11. August bis zum 25. November 1955 war er auch geschäftsführender Innenminister und vom 21. Oktober 1962 bis zum 7. Januar 1963 auch geschäftsführender Justizminister Schleswig-Holsteins.
Als nach der Spiegel-Affäre 1962 der damalige Verteidigungsminister Franz Josef Strauß zurücktreten musste, wurde Hassel am 9. Januar 1963 als Bundesminister der Verteidigung in das Kabinett Adenauer V berufen. Das Amt des Verteidigungsminister behielt er auch im Kabinett Erhard I unter Bundeskanzler Ludwig Erhard. Ende 1963 bat er die US-Regierung unter Verstoß gegen die Verzichtserklärung der Bundesregierung um die Belieferung mit chemischer Munition.
Auch bei der Beerdigung des ehemaligen Kolonialoffiziers Paul von Lettow-Vorbeck fand der Verteidigungsminister im Nachgang vielfach kritisierte, zu dieser Zeit anerkennende Worte für „eine der großen Gestalten, die das Recht beanspruchen dürfen, Leitbild genannt zu werden“.
Hassel war im Kabinett Kiesinger, der ersten Großen Koalition, Bundesminister für Vertriebene, Flüchtlinge und Kriegsgeschädigte. Am 5. Februar 1969 schied er aus der Bundesregierung aus, weil er zum Bundestagspräsidenten gewählt worden war.

## Auszeichnungen und Ehrungen

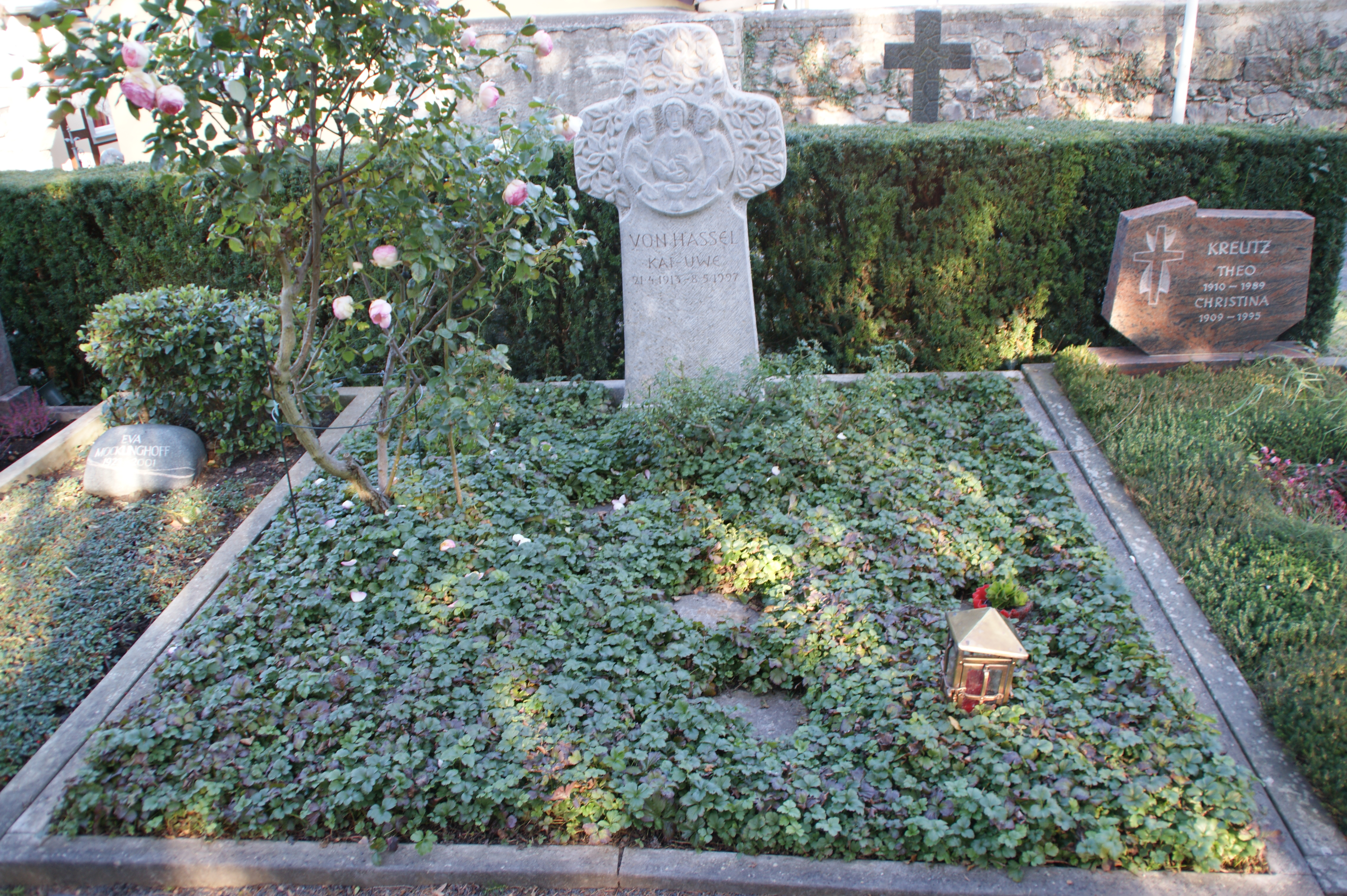
Grab von Kai-Uwe von Hassel in Muffendorf

Hassel wurde am 7. September 1956 mit dem Großkreuz des Bundesverdienstkreuzes und dem Großkreuz des Verdienstordens der Italienischen Republik ausgezeichnet. Nach ihm sind der Kai-Uwe-von-Hassel-Förderpreis und die Kai-Uwe-von-Hassel-Kaserne des Taktischen Luftwaffengeschwaders 51 „Immelmann“ in Kropp bei Schleswig benannt worden.
Papst Johannes Paul II. ernannte ihn am 28. Februar 1997 zum Komtur des Ordens vom Heiligen Papst Silvester.
Am 8. Mai 1997 erlag Kai-Uwe von Hassel während der Karlspreisverleihung in Aachen an den damaligen Bundespräsidenten Roman Herzog (CDU) einem Herzinfarkt. Acht Tage nach seinem Tod wurde er vom Deutschen Bundestag mit einem Staatsakt im Plenarsaal geehrt.

## Stiftung
Die Kai-Uwe-von-Hassel-Stiftung wurde von Monika von Hassel in Erinnerung und zum Gedenken an das Wirken von Hassels für die Regensburger Domspatzen 2005 ins Leben gerufen. Sie fördert Schüler des Musikgymnasiums der Regensburger Domspatzen durch die Verleihung einer Dotation an Abiturienten, die sich durch überdurchschnittliche und besondere Leistungen während ihrer Domspatzenzeit ausgezeichnet haben. Zusätzlich werden jedes Jahr weitere Schüler mit einem Förderpreis ausgezeichnet. Der Preis ist nicht zu verwechseln mit dem Kai-Uwe-von-Hassel-Förderpreis der Hermann Ehlers Stiftung.

## Sonstiges
Von Hassel schrieb 1969 eine etwa 350 Schreibmaschinenseiten umfassende Autobiografie, die aber unveröffentlicht blieb.

## Veröffentlichungen
- Kai-Uwe von Hassel. Paul Fokken: Waafrika wa leo. Ausgewählte und überarbeitete Suahelitexte aus Zeitschriften. Mit einem Wörterverzeichnis. 64 S. Leipzig : Pan-Verlag Birnbach 1941. (Arbeitshefte für den Sprachmittler 31). - Der Mitverfasser Paul Fokken, geb. am 17. Oktober 1910 in Arusha, war Missionar des Leipziger Missionswerks und als solcher 1935–1940 in Ostafrika tätig.[12]
- Parlament und Öffentlichkeit – ein belastetes Verhältnis? In: Emil Hübner, Heinrich Oberreuter, Heinz Rausch: Der Bundestag von Innen gesehen. München 1969, S. 235–240.
- Reform im Deutschen Bundestag. Vorschläge. In: Limes. Jg. 1969, Heft 3, S. 9–12.
- Parlamentsreform. In: Politische Studien. Jg. 1971, Heft 198, S. 359–371.
- Demokratie und Demokratieverständnis. In: Evangelische Verantwortung. Jg. 1972, Heft 1, S. 1–6.
- Schwierige Entscheidungen. In: Rupert Schick: Der Bundestagspräsident. Amt, Funktionen, Personen. 9. Auflage, Stuttgart 1987, S. 111–116.
- Die Qualität der Abgeordneten verbessern. In: Sonde. Jg. 1988, Heft 1, S. 112–117.
- Der Bundesrat zwischen Länderinteressen, gesamtstaatlicher Verantwortung und Parteipolitik. In: Vierzig Jahre Bundesrat. Baden-Baden 1989, S. 71–79.